# Reidel Anthony
Reidel Clarence Anthony (Pahokee, 20 ottobre 1976) è un ex giocatore di football americano statunitense che ha militato nel ruolo di wide receiver nella National Football League.

## Biografia
Dopo avere giocato al college a football a Florida dove vinse il campionato NCAA e fu premiato come All-American, Anthony fu scelto come 16º assoluto nel Draft NFL 1997 dai Tampa Bay Buccaneers. Nella sua prima gara in carriera divenne il più giovane giocatore della storia della NFL a segnare un touchdown su ricezione (20 anni, 315 giorni). L'anno seguente terminò coi primati in carriera di 51 ricezioni per 708 yard e 7 touchdown. Forse la sua miglior partita coi Buccaneers, Anthony la giocò ricevendo 126 yard e segnando 2 touchdown contro i Jacksonville Jaguars il 15 novembre 1998. Quell'anno concluse all'ottavo posto nella NFL per yard totali (corse, ricevute e su ritorno), con 1.869. Si ritirò dopo la stagione 2001, giocando sempre coi Bucs.

## Palmarès
- Campione NCAA: 1

Florida Gators: 1996
- All-American - 1996
- PFWA All-Rookie Team - 1997

## Statistiche
| Ricezioni     | 144   |
| Yard ricevute | 1.846 |
| Touchdown     | 16    |